# Cheviot Hills
Cheviot Hills è un quartiere che si trova nella Westside della città di Los Angeles in California.
Confina a nord con il quartiere di Pico-Robertson (South Robertson), ad est con Beverlywood, a sud con Palms, ad ovest con Rancho Park ed a nord-ovest con West Los Angeles e Century City.

## Popolazione
Il distretto si estende su una superficie di 1,54 miglia quadrate che comprende le aree di Cheviot Hills Park, Rancho Park Golf Course e l' Hillcrest Country Club.
Secondo il censimento del 2000 i residenti del distretto erano 6945 passati a 7303 nel 2008.
L'età media è di 42 anni.
La percentuale di residenti con età compresa tra 50 e 64 anni è la più elevata della contea.
Nel quartiere vi è la più elevata percentuale di veterani che hanno servito la patria durante la Seconda guerra mondiale e la Guerra di Corea della contea.

## Storia
Quasi tutto il quartiere di Cheviot Hills si trovava all'interno della concessione terriera denominata Rancho Rincon de los Bueyes, un Ranchos della California di 3127 acri che il governatore della Alta California Pablo Vicente de Solá diede in concessione nel 1821 a Bernardo Higuera e Cornelio Lopez.
L'area era in gran parte non edificata fino agli anni venti. Lo sviluppo edilizio residenziale ebbe inizio nella sezione ad ovest della Motor Avenue..
Dagli anni venti fino al 1953 una linea di streetcar della Pacific Electric conosciuta come Santa Monica Air Line collegava il quartiere con la downtown di Los Angeles e la downtown di Santa monica.
La maggior parte del distretto ad est della Motor Avenue venne costruita dove sorgeva il California Country Club a partire dall'inizio degli anni cinquanta.
Situato a breve distanza sia dagli studi della 20th Century Fox che a quelli della Sony, il quartiere è stato spesso utilizzato come location per film e show televisivi.
Negli anni venti e trenta vi vennero girati alcuni cortometraggi di Stanlio e Ollio. Alla fine degli anni settanta venne girata la serie televisiva I Roper e nel 1983 il film Private School.
Una abitazione su Cheviot Drive venne utilizzata nella sitcom The Flying Nun con Sally Field mentre un altro edificio sulla Glenbarr Avenue era l'abitazione usata nella sitcom La tata e il professore.
Nella serie televisiva Modern Family della ABC una casa sulla Dunleer Drive è l'abitazione di Claire and Phil Dunphy.